# Puerto Rico International 1995
Die Puerto Rico International 1995 im Badminton fanden vom 29. September bis zum 1. Oktober 1995 in Cabo Rojo statt.

## Sieger und Platzierte
| Disziplin    | Gold                         | Silber                          | Bronze                         |
| ------------ | ---------------------------- | ------------------------------- | ------------------------------ |
| Herreneinzel | Kenneth Erichsen             | Roy Paul jr.                    | Paul Leyow                     |
| Herreneinzel | Kenneth Erichsen             | Roy Paul jr.                    | Christian Erichsen             |
| Dameneinzel  | Linda French                 | Maria Leyow                     | Nigella Saunders               |
| Dameneinzel  | Linda French                 | Maria Leyow                     | Jenelle Cudjoe                 |
| Herrendoppel | Paul Leyow Roy Paul jr.      | Erick Anguiano Kenneth Erichsen | Oscar Brandon Mark Manha       |
| Herrendoppel | Paul Leyow Roy Paul jr.      | Erick Anguiano Kenneth Erichsen | Daron Dasent Sheldon Galdeira  |
| Damendoppel  | Linda French Kathy Zimmerman | Maria Leyow Terry Leyow         | Chalise Jordan Caroline Vaughn |
| Damendoppel  | Linda French Kathy Zimmerman | Maria Leyow Terry Leyow         | Jenelle Cudjoe Zuedi Mack      |
| Mixed        | Paul Leyow Terry Leyow       | Roy Paul jr. Maria Leyow        | Oscar Brandon Chalise Jordan   |
| Mixed        | Paul Leyow Terry Leyow       | Roy Paul jr. Maria Leyow        | Mark Manha Kathy Zimmerman     |